# Knooppunt Muiderberg
Het Knooppunt Muiderberg is een Nederlands verkeersknooppunt dat de autosnelwegen A1 en A6, nabij Muiderberg met elkaar verbindt.
Het knooppunt is geopend in 1977. Het was een voorbeeld van een trompetknooppunt (tot 2017), waarbij de A6 aansluit op de A1. Bij de aanleg van het knooppunt zijn resten gevonden van het voormalige gehucht Keveren.
Het knooppunt is veel in het nieuws geweest in de jaren negentig, toen Hanja Maij-Weggen, toenmalig minister van Verkeer en Waterstaat, de eerste carpoolstrook liet aanleggen tussen knooppunt Muiderberg en knooppunt Diemen. Het carpoolen werd in Nederland echter geen succes, en de carpoolstrook bleek juridisch ook niet haalbaar. Uiteindelijk heeft de carpoolstrook de functie van wisselstrook gekregen.
Aanvankelijk was men van plan om knooppunt Muiderberg te verbinden met knooppunt Holendrecht door middel van een tunnel langs het Naardermeer. Hierdoor zou een betere aansluiting van de A6 op de A9 ontstaan. De overheid heeft na uitgebreide planstudies uiteindelijk gekozen voor capaciteitsuitbreiding van het bestaande wegennet, de A9, de A1 en de A6. Hierdoor is de verbinding tussen de A1 Amsterdam en de A6 Almere  gestroomlijnd, waardoor de capaciteit op deze verbinding is verhoogd. Een rechtstreekse verbinding tussen de knooppunten Holendrecht en Muiderberg is hiermee van de baan.

## Richtingen knooppunt
| Aansluitende wegen                                   | Aansluitende wegen | Aansluitende wegen | Aansluitende wegen | Aansluitende wegen                                      |
| ---------------------------------------------------- | ------------------ | ------------------ | ------------------ | ------------------------------------------------------- |
| richting Muiden / Diemen / Amsterdam                 |                    |                    |                    | richting Almere / Lelystad / Emmeloord / Lemmer / Joure |
|                                                      |                    |                    |                    |                                                         |
| richting Amstelveen (niet gerealiseerde aansluiting) |                    |                    |                    |                                                         |
|                                                      |                    |                    |                    |                                                         |
|                                                      |                    |                    |                    | richting Amersfoort / Apeldoorn / Deventer / Hengelo    |

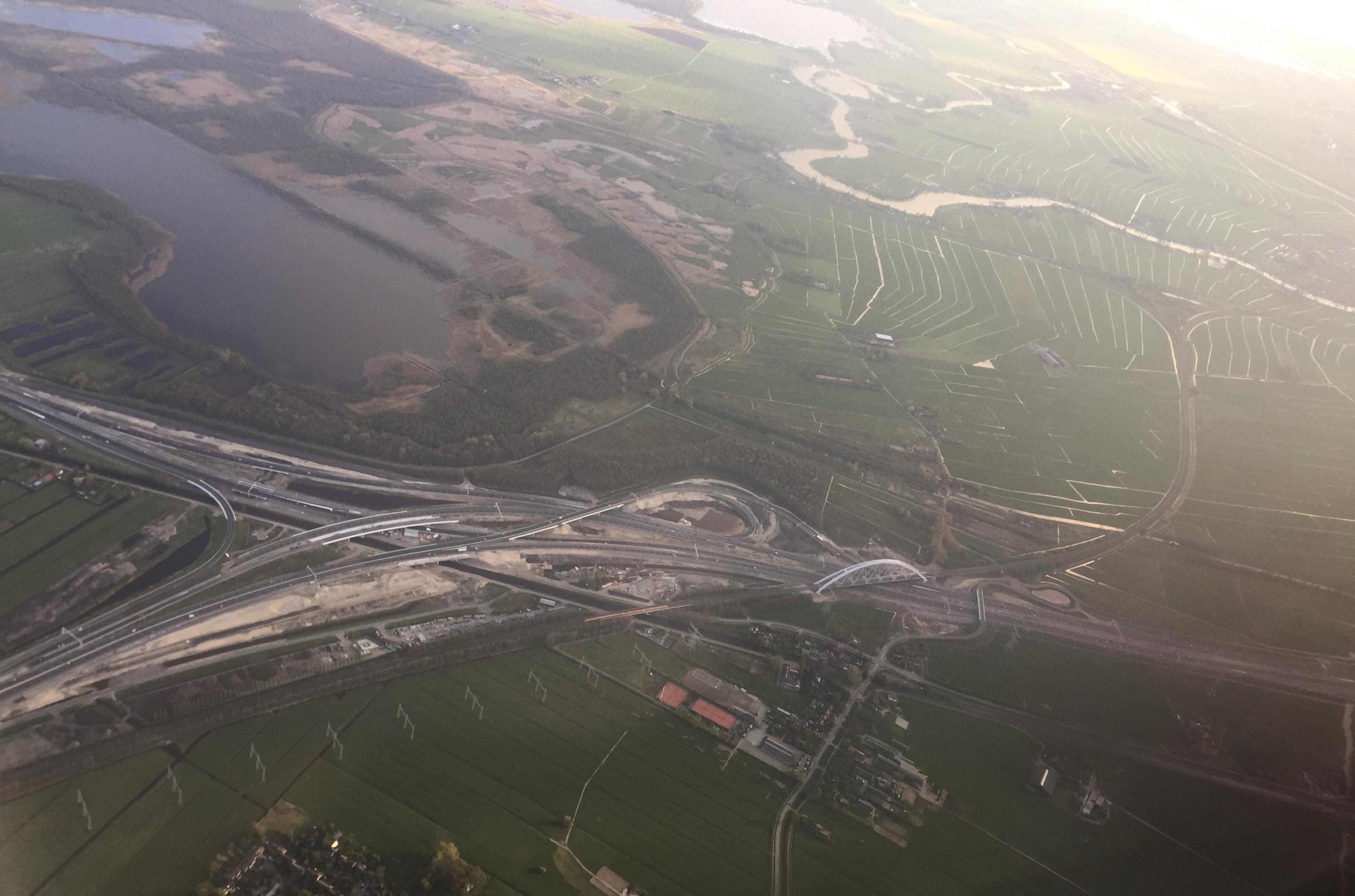
Luchtfoto van knooppunt Muiderberg in 2017, gezien naar het noorden
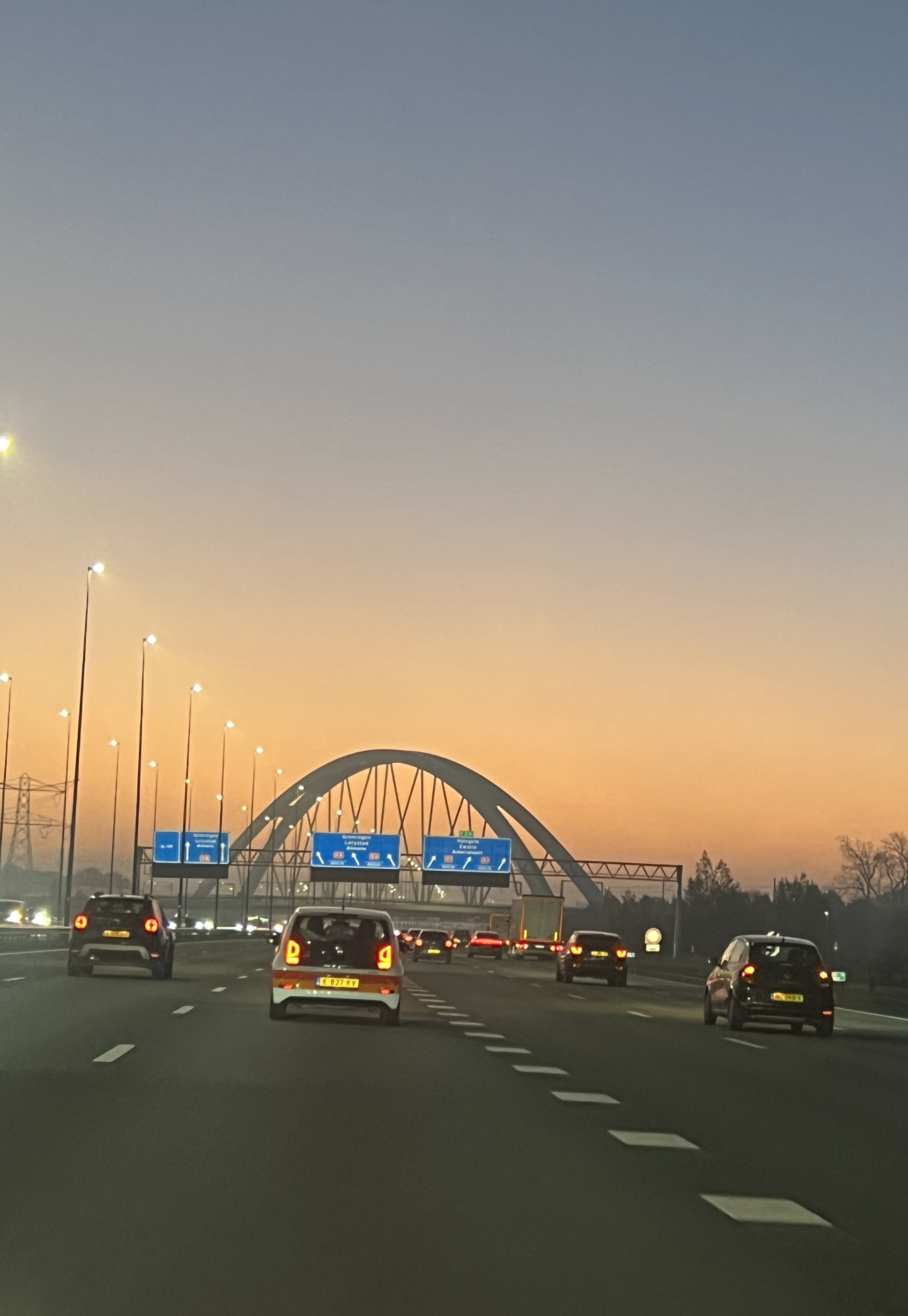
Knooppunt Muiderberg oktober, 2024

Almere · Amstel · Arnestein · Assen · Azelo · Badhoevedorp · Bankhoef · Batadorp · Beekbergen · Benelux · Beverwijk · Bodegraven ·  Boterdiep ·  Buren · Burgerveen · Coenplein · De Baars · De Hoek · De Hogt · De Nieuwe Meer · De Poel · De Punt · De Stok · Deil · Diemen · Drachten · Drie Klauwen · Eemnes · Ekkersweijer · Emmeloord · Empel · Euvelgunne · Everdingen · Ewijk · Galder · Gooimeer · Gorinchem · Gouwe · Grijsoord · Hattemerbroek · Heerenveen · Hellegatsplein · Het Vonderen · Hintham · Hoevelaken · Hofvliet · Holendrecht · Holsloot · Hoogeveen · Hooipolder · IJmuiden (niet officieel) · Joure · Julianaplein · Kerensheide · Kethelplein · Klaverpolder · Kleinpolderplein · Kooimeer · Kruisdonk · Kunderberg · Lankhorst · Leenderheide · Lunetten · Maanderbroek · Markiezaat · Muiderberg · Neerbosch · Noordhoek · Ommedijk · Oud-Dijk · Oudenrijn · Paalgraven · Princeville · Prins Clausplein · Raasdorp ·  Reitdiep ·  Ressen · Ridderkerk · Rijkevoort · Rijnsweerd · Rottepolderplein · Rozenburg · Sabina · Sint-Annabosch · Stelleplas · Slufter · Ten Esschen · Terbregseplein · Tiglia · Vaanplein · Valburg · Velperbroek · Velsen · Vlaardingen · Vught · Waterberg · Watergraafsmeer · Werpsterhoek · Westerlee · Ypenburg · Zaandam · Zaarderheiken · Zonzeel · Zoomland · Zuidbroek · Zurich

Geplande knooppunten:
De Liemers · Zestienhoven

Voormalige knooppunten:
Bocholtz · Ekkersrijt · Europaplein (Groningen) · Europaplein (Maastricht) · Lindenholt